# 業務分拆
業務分拆是一種公司重組的方式，將公司的業務運作分離成一家或更多的子公司。 與其相反的商業行動稱為合併或收購。
業務分拆，通常藉著分立公司來進行，把營運的子公司之股份分配或轉交給想要作出業務分拆的公司股東。業務分拆也可以把相關的業務轉移到一家新的公司，或者把業務轉給獲得股份之股東所持有的業務上。
進行業務分拆可以是由於各種商業或非商業的原因，例如是政府通過反壟斷法或瓦解聯合壟斷來作出介入。或是為專注於某特定業務，而把其他非核心業務分拆；抑或為降低成本及節稅等財務方面考量等。